# Ústřední komise pro kontrolu disciplíny Komunistické strany Číny
Ústřední komise pro kontrolu disciplíny Komunistické strany Číny (čínsky v českém přepisu Čung-kuo kung-čchan-tang čung-jang ťi-lü ťien-čcha wej-jüan-chuej, pchin-jinem Zhōngguó Gòngchǎndǎng Zhōngyāng Jìlǜ Jiǎnchá Wěiyuánhuì, znaky 中国共产党中央纪律检查委员会) je nejvyšší kontrolní orgán Komunistické strany Číny, jehož úkolem je dohled nad dodržováním stranických stanov a pravidel a boj proti korupci členů strany. 
Komise je volena sjezdem strany, její funkční období je pětileté, má cca 130 členů. Členové komise volí její vedení – tajemníka, cca 5–10 zástupců tajemníka, generálního sekretáře a cca 20 členů stálého výboru – které následně potvrzuje ústřední výbor. Tajemník komise patří k nejvyšším stranickým představitelům, od roku 1997 bývá členem stálého výboru politbyra.
Komise úzce spolupracuje se státními kontrolními a dohledovými orgány, zejména ministerstvem kontroly, zřízeném roku 1987, a roku 2018 reorganizovaném ve Státní kontrolní komisí.
Kontrolní komisi jako samostatnou složku vedení Komunistické strany Číny poprvé zřídil roku 1927 V. sjezd KS Číny. Pod různými názvy – ústřední kontrolní komise (čínsky v českém přepisu Čung-jang ťien-čcha wej-jüan-chuej, pchin-jinem Zhōngyāng Jiǎnchá Wěiyuánhuì, znaky 中央监察委员会; 1927–1928 a 1945–1949 a 1955–1969; čínsky v českém přepisu Čung-jang šen-čcha wej-jüan-chuej, pchin-jinem Zhōngyāng Shěnchá Wěiyuánhuì, znaky 中央审查委员会; 1928–1934), ústřední komise pro stranické záležitosti (čínsky v českém přepisu Čung-jang tang-wu wej-jüan-chuej, pchin-jinem Zhōngyāng Dǎngwù Wěiyuánhuì, znaky 中央党务委员会; 1934–1945), ústřední komise pro kontrolu disciplíny (1949–1955) – komise přetrvala do roku 1969, kdy byla IX. sjezdem zrušena. Obnovena byla jako ústřední komise pro kontrolu disciplíny roku 1978. Od 80. let 20. století a zejména v 21. století, s tím, jak vedení strany přikládá větší důležitost boji proti korupci, komise (i regionální a místní kontrolní orgány) získává více pravomocí a nezávislosti na ústředním výboru (resp. regionálních a místních výborech).

## Vedení komise
| Jméno              | Jméno           | Rok narození    | Úřady a funkce | Úřady a funkce                                                                  |
| Český přepis       | Znaky           | Rok narození    | stranické | státní                                                                          |
| Tajemník komise    | Tajemník komise | Tajemník komise | Tajemník komise | Tajemník komise                                                                 |
| ------------------ | --------------- | --------------- | --- | ------------------------------------------------------------------------------- |
| Čao Le-ťi          | 赵乐际          | 1957            | člen stálého výboru politbyra ÚV KS Číny                                                                                 |                                                                                 |
| Zástupci tajemníka |                 |                 | |                                                                                 |
| Jang Siao-tu       | 杨晓渡          | 1953            | člen politbyra ÚV KS Číny                                                                                                | ministr kontroly do března 2018, ředitel Státní kontrolní komise od března 2018 |
| Čang Šeng-min      | 张升民          | 1958            | člen Ústřední vojenské komise KS Číny, člen ÚV KS Číny, tajemník komise pro kontrolu disciplíny Ústřední vojenské komise | generálplukovník, člen Ústřední vojenské komise Čínské lidové republiky         |
| Liou Ťin-kuo       | 刘金国          | 1955            | člen ÚV KS Číny |                                                                                 |
| Li Šu-lej          | 李书磊          | 1964            | |                                                                                 |
| Jang Siao-čchao    | 杨晓超          | 1958            | generální sekretář Ústřední komise pro kontrolu disciplíny KS Číny                                                       |                                                                                 |
| Sü Ling-i          | 徐令义          | 1958            | | náměstek ředitele Státní kontrolní komise od března 2018                        |
| Siao Pchej         | 肖培            | 1961            | |                                                                                 |
| Čchen Siao-ťiang   | 陈小江          | 1962            | | náměstek ředitele Státní kontrolní komise od března 2018                        |